# Puerto de Horcones
Puerto de Horcones är en ort i Mexiko.   Den ligger i kommunen Jacala de Ledezma och delstaten Hidalgo, i den sydöstra delen av landet, 180 km norr om huvudstaden Mexico City. Puerto de Horcones ligger 1 691 meter över havet och antalet invånare är 161.
Terrängen runt Puerto de Horcones är lite bergig. Runt Puerto de Horcones är det ganska glesbefolkat, med 30 invånare per kvadratkilometer. Närmaste större samhälle är Jacala, 1,9 km sydväst om Puerto de Horcones. I omgivningarna runt Puerto de Horcones växer huvudsakligen savannskog.